# Pallapatti (Virudhunagar)
Pallapatti è una suddivisione dell'India, classificata come town panchayat, di 24.319 abitanti, situata nel distretto di Virudhunagar, nello stato federato del Tamil Nadu. In base al numero di abitanti la città rientra nella classe III (da 20.000 a 49.999 persone).

## Geografia fisica
La città è situata a 09° 27' 59 N e 77° 49' 19 E.

## Società

### Evoluzione demografica
Al censimento del 2001 la popolazione di Pallapatti assommava a 24.319 persone, delle quali 12.081 maschi e 12.238 femmine. I bambini di età inferiore o uguale ai sei anni assommavano a 3.111, dei quali 1.579 maschi e 1.532 femmine. 
Infine, coloro che erano in grado di saper almeno leggere e scrivere erano 16.593, dei quali 9.152 maschi e 7.441 femmine.